# Too Shy
Too Shy is een nummer uit 1983 van Kajagoogoo en verscheen op het album White Feathers.
Duran-Duran toetsenisten Nick Rhodes en Colin Thurston hebben het nummer geproduceerd. 

## Hitnoteringen

### Nederlandse Top 40
| Nummer | 28 | 13 | 7 | 6 | 4 | 5 | 11 | 25 | 38 | uit |

### NPO Radio 2 Top 2000
| Nummer met noteringen in de NPO Radio 2 Top 2000 | '00  | '01  | '02  | '03  |
| ------------------------------------------------ | ---- | ---- | ---- | ---- |
| Too Shy                                          | 1230 | 1698 | 1515 | 1951 |

1. ↑  Een vetgedrukt getal geeft de hoogste notering aan.
2. ↑  2000 was het eerste jaar met een notering voor dit nummer.
3. ↑  Deze tabel is bijgewerkt tot en met de laatste editie (2024).